# Särestad
Särestad är kyrkbyn i Särestads socken i Grästorps kommun i Västergötland. Orten ligger nordost om Grästorp strax norr om Riksväg 44.
Här ligger Särestad-Bjärby kyrka.